# Arco Metropolitano do Rio de Janeiro
De Arco Metropolitano bestaat uit BR-493 en BR-116 en is een federale weg in de deelstaat Rio de Janeiro in het zuidoosten van Brazilië. De weg is een verbindingsweg bedoeld om het zware doorgaande verkeer dat door de stad Rio de Janeiro gaat om te leiden buiten de stad om. Het gedeelte van de BR-493 is nog in aanbouw; dit gedeelte heeft een lengte van 47,8 kilometer (op het bestaande traject tussen de RB-101 en RB-040).

## Aansluitende wegen
- BR-101 en RJ-104 bij Itaboraí
- BR-116 (start gezamenlijk tracé) bij Magé
- BR-040 bij Duque de Caxias

## Plaatsen
Langs de route liggen de volgende plaatsen:
- Itaboraí
- Magé
- Duque de Caxias
- Itaguaí